# Nowa Husariwka
Nowa Husariwka (ukr. Нова Гусарівка), dawniej Czerwona Husariwka (ukr. Червона Гусарівка) – wieś na Ukrainie, w obwodzie charkowskim, w rejonie iziumskim. W 2001 liczyła 852 mieszkańców, spośród których 780 posługiwało się językiem ukraińskim, 69 rosyjskim, a 3 innym.